# Хімічний завод в Таво
Хімічний завод в Таво – виробничий майданчик хімічного спрямування на сході Франції.
Хімічний майданчик в Таво створила бельгійська компанія Solvay. Будівництво заводу почалось в 1928-му, а на 1930-й припав запуск електролізного виробництва. Останнє використовувало хлорид натрію, що надходив по розсолопроводу Поліньї – Таво з соляного промислу Поліньї, для продукування хлору, каустичної соди та водню. Також реакцією хлору та водню отримували соляну кислоту, а обробкою хлором вапна отримували хлорне вапно (хло́рка, суміш гіпохлориту кальцію, хлориду кальцію та гідроксиду кальцію). З 1932-го почали випуск карбонату кальцію. Є відомості, що того ж 1932-го запустили продукування кальцинованої соди, для чого був потрібен хлорид натрію, аміак (можливо продукувати на основі водню), вапно та діоксид вуглецю (отримували з відхідних газів печей для випалу вапна).
В 1948-му на заводі організували випуск хлорорганічних сполук, як то хлорнафталін, гексахлорциклогексан, трихлоретилен, тетрахлоретилен (перхлоретилен).
В 1953-му почали випуск полівінілхлориду. Для цього з карбіду кальцію (який постачали з заводу в Бельгарді) отримували ацетилен і далі реакцією з соляною кислотою перетворювали його на мономеру вінілхлориду. Планувалось довести потужність по цьому напрямку до 15 тисяч тонн на рік. В 1957-му почали випуск кополімеру – полвівнілхлориду-полівінілацетату.
В 1961-му ввели в дію виробництво мономеру вініліденхлориду (продук реакції трихлоретана з гідроксидом лужного металу). Це дало змогу продукувати такі специфічні кополімери як полівінілхлорид-полівініліденхлорид та поліметилакрилат-полівініліденхлорид. 
Невдовзі розвиток нафтохімічних технологій надав їм беззаперечну перевагу перед вуглехімічними. В 1967-му в Таво перейшли до продукування мономеру вінілхлориду на основі хлору та етилену, при цьому останній постачали по етиленопроводу Фейзен – Таво.
Наприкінці століття ще одним напрямком діяльності стала хімія фтору. В 1990-му розпочали випуск спеціального полімеру – полівініліденфториду, який гарно пасує для створення стійких до хімічних та фізичних впливів покриттів. При цьому в Таво продукували не лише полімер, а й мономер вініліденфториду та проміжний хлорований продукт, що ведуть до полімеру. Також певний час випускали дифторхлорметан (фреон HCFC-141b/142b) і є відомості про випуск гідрофторвуглеця.
Ще в 1977-му транзитом через промисел Поліньї почав надходити разсол походженням з Етре (тут створювали підземне сховище газу, для чого розмивали поклади солі). З 2007-го постачання хлориду натрію розпочала соляна копальня Марбо, тоді як Поліньї в 2011-му остаточно вивели з експлуатації. Є відомості, що річна потреба в хлориді натрію могла досягати 0,7 млн тонн.
В 2015-му Solvay внесла електролізну та хловінілову діяльність в Таво до створеного на паритетних засадах з британською INEOS спільного підприємства INOVYN. Вже у первісній угоді планувалось, що Solvay вийде з засновників останнього в 2018-му, проте фактично це відбулось швидше і вже в 2016-му INEOS стала одноосібним власником INOVYN. Станом на другу половину 2010-х INOVYN могла продукувати 360 тисяч тонн хлору та 260 тисяч тонн полівінілхлориду на рік (при цьому частина потреби у напівфабрикаті для виробництва мономеру вінілхлориду – дихлоретану – могла покриватись за рахунок зовнішніх поставок по залізниці). Також виробляють або виробляли каустичну соду, хлорметан, епіхлоргідрин, гіпохлорид натрію, дихлорометан, хлороформ (трихлорметан), тетрахлорометан. 
В той же час, Solvay зберегла за собою частину майданчику, де продовжила продукування полівініліденфториду. В першій половині 2020-х розпочали масштабні інвестиції, що мали довести виробничу потужність до 35 тисяч полівініліденфториду на рік. Головним напрямком використання полімеру від Solvay є виробництво автомобільних акумуляторів. Також можливо відзначити, що з 2023-го після поділу Solvay на дві структури майданчиком в Таво опікується компанія Syensqo.